# August Wilhelm Heidemann
August Wilhelm Heidemann (* 30. Juli 1773 in Stargard in Pommern; † 15. November 1813 in Königsberg i. Pr.) war ein deutscher Rechtswissenschaftler und der zweite Oberbürgermeister von Königsberg.

## Leben
Der Sohn des Direktors des pommerschen Kriminalkollegiums Johann Egidius Heidemann und dessen Frau Elisabeth Leberecht erhielt er die erste Ausbildung an seinem Geburtsort. 1792 hatte er ein Studium der Rechte an der Friedrichs-Universität Halle absolviert. Hier wurde er 1799 zum Doktor der Rechte promoviert. Er war dann Referendar am Kammergericht in Berlin. Am 9. Februar 1802 folgte er dem Ruf der Albertus-Universität Königsberg auf ihren Lehrstuhl für Rechtswissenschaft. Damit verbunden wurde er am 20. Dezember 1802 zum Regierungsrat ernannt. In jener Funktion beteiligte er sich auch an den organisatorischen Aufgaben der Albertina. So war er im Sommersemester 1805 Rektor und im Wintersemester sowie im Sommersemester 1809 gleichbedeutender Prorektor.
Heidemann, der sich auch an den kommunalen Aufgaben in Königsberg beteiligt hatte, wurde am 10. Mai 1810 zum Oberbürgermeister von Königsberg ernannt. Daraufhin legte er alle universitären Ämter nieder. Nachdem er 1813 an der Aufstellung der Ostpreußischen Landwehr mitgewirkt hatte, starb er an den Folgen der damit verbundenen Anstrengungen mit 40 Jahren.
Ob Friedrich Wilhelm Heidemann (1793–1869), der als der erste Freiwillige des Befreiungskriegs von 1813 gefeiert wurde, wie behauptet, ein Sohn des Königsberger OB war, ist nicht wahrscheinlich, da dieser erst 1800 zum ersten Mal heiratete.

## Werke
- Zerstreute Blätter. 2. Bde. Halle 1796.
- Zemire oder Sammlung unterhaltender Aufsätze. Halle 1797.
- Amors Besuch auf dem Lande, in den merkwürdigen Begebenheiten eines unschuldigen Landmädchens; nach dem Französischen des Macivaux. 2. Teile Warschau 1797.
- Bürgerblatt für Ost- und Westpreußen. Königsberg 1809.